# Transit de Mercure
 (août 2008).
Si vous disposez d'ouvrages ou d'articles de référence ou si vous connaissez des sites web de qualité traitant du thème abordé ici, merci de compléter l'article en donnant les références utiles à sa vérifiabilité et en les liant à la section « Notes et références ».

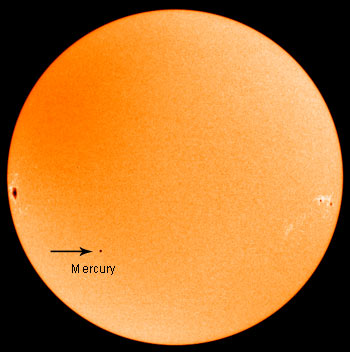
Transit de Mercure (Mercury) du 8 novembre 2006.

Un transit de Mercure se produit lorsque la planète Mercure se situe entre un observateur et le Soleil. Elle est alors visible sous la forme d'un petit point noir traversant le disque solaire.

## Types de transits

### Transits rasants
Parfois Mercure ne fait qu'effleurer le Soleil durant un transit. Il est alors possible que le transit soit total dans certaines régions du monde, et seulement partiel dans d'autres ; c'est-à-dire qu'il n'y a pas de second ou quatrième contact ; ceux-ci correspondent au moment où le disque de Mercure est entièrement dans le Soleil, tangent « intérieurement » au disque solaire (au début du transit), et à la sortie (fin du transit). De tels transits sont beaucoup plus rares ; le dernier s'est produit le 15 novembre 1999 et le précédent remonte au 28 octobre 743. Le suivant ne se produira que le 11 mai 2391.
Il est possible que des transits rasants de Mercure soient visibles partiellement depuis certaines régions du monde et invisibles à d'autres. De tels évènements se sont produits les 11 mai 1937 et 21 octobre 1342. Le prochain se produira le 13 mai 2608.

### Transits simultanés
Les transits simultanés de Mercure et de Vénus devant le Soleil sont extrêmement rares. Les prochains visibles depuis la Terre se produiront en 69 163 et en 224 508.
Le transit de Mercure en même temps qu'une éclipse de Soleil est très rare également. Sur Terre, la prochaine éclipse de Soleil se produisant au même moment qu'un transit de Mercure sera visible le 5 juillet 6757 depuis l'hémisphère sud.

## Transits par astre d'observation

### Depuis Vénus
Les transits de Mercure depuis Vénus se produisent de façon assez irrégulière : parfois il peut y en avoir plusieurs par décennie, tandis qu'à d'autres moments il peut y avoir une longue période sans qu'aucun transit ne se produise. La fréquence des transits de Mercure depuis Vénus reste globalement un peu plus élevée que celle des transits vus depuis la Terre.
Naturellement, personne n'a jamais vu de transit de Mercure depuis Vénus. Et les conditions à leur observation ne seront d'ailleurs jamais réunies, autant par l'hostilité de la surface vénusienne que par la couche nuageuse permanente.
La période synodique de Mercure depuis Vénus est de 144,5664 jours ; elle peut être calculée simplement avec la formule 1/(1/P - 1/Q) où P est la période sidérale de Mercure (87,969 35 jours) et Q la période sidérale de Vénus (224,700 96 jours).
L'inclinaison de l'orbite de Mercure par rapport au plan de l'écliptique de Vénus est de 4,33°, ce qui est moins que l'inclinaison de 7,00° par rapport à l'écliptique de la Terre.
Le transit qui s'est produit le 21 mars 1894 est particulièrement intéressant dans la mesure où il y avait deux transits simultanés depuis Saturne : le transit de Mercure (depuis Vénus et Saturne) et le transit de Vénus (depuis Saturne).

### Depuis la Terre

#### Description générale
Vus depuis la Terre, les transits de Mercure sont beaucoup plus fréquents que les transits de Vénus, avec une fréquence d'environ 13 ou 14 par siècle. En effet, la planète Mercure est la plus proche du Soleil, ce qui implique une période de révolution plus courte que celle de Vénus. Ils peuvent se produire en mai à des intervalles de 13 ou 33 ans, ou en novembre tous les 7, 13 ou 33 ans.
Lors d'un transit de mai, Mercure est proche de l'aphélie et a un diamètre angulaire de 12 secondes d'arc, tandis que lors d'un transit de novembre, la planète est proche du périhélie et a alors un diamètre angulaire de 10 secondes d'arc.

#### Historique
La première observation d'un transit de Mercure date du 7 novembre 1631 par Pierre Gassendi à Paris et trois autres personnes : Jean-Baptiste Cysat à Innsbruck (Tyrol), Johannes Remus Quietanus à Rouffach (Alsace) et un quatrième observateur anonyme à Ingolstadt (Bavière). Ce transit de Mercure avait été prédit par Johannes Kepler dès 1627, à partir de ses travaux sur les mouvements elliptiques des planètes, avec un écart de seulement 5 heures. Kepler aurait pu ainsi tester la validité de ses lois, mais il est mort un an avant. Il avait également prédit un transit de Vénus pour le 9 décembre 1631, mais celui-ci ne fut pas observable en Europe.
En 1661 une observation prolongée était faite par Johannes Hevelius, qui en a publié une description détaillée, avec le calcul de la taille angulaire de Mercure: Mercurius in sole visus Gedani, anno christiani 1661 (Gdańsk 1662, imprimerie S. Reiniger).
Les données recueillies sur les transits de Mercure entre 1667 et 1881 ont permis à Simon Newcomb de déterminer précisément l'avance du périhélie de Mercure, qui fournira en 1915 le premier test expérimental de la relativité générale.

#### Derniers et prochains transits depuis la Terre
Ce tableau récapitule les transits du XXe siècle et XXIe siècle.

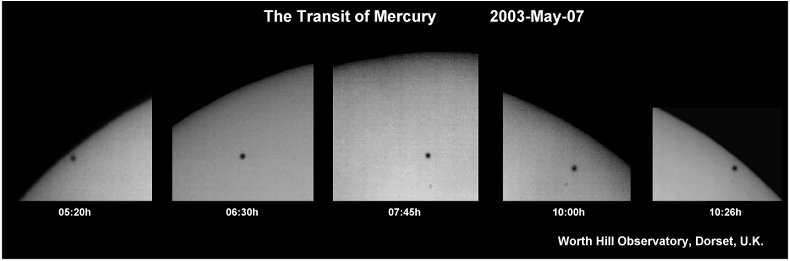
Photos du transit du 7 mai 2003.

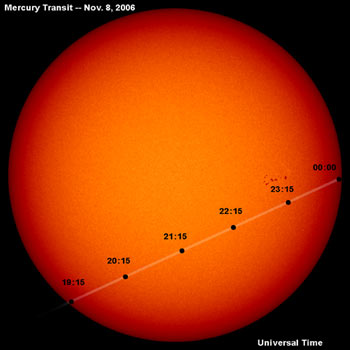
En 2006.
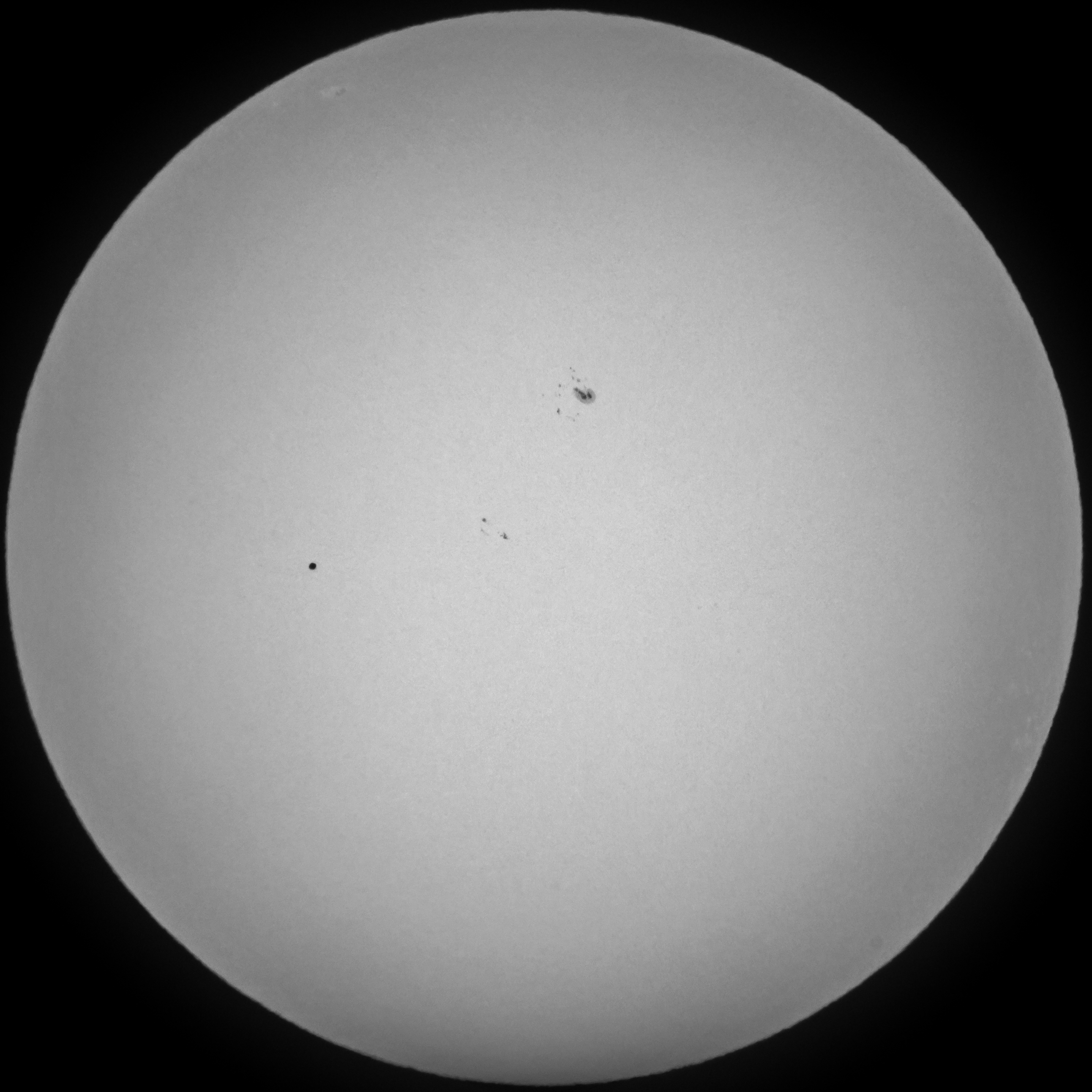
En 2016.

| Date             | Heure (UTC) | Heure (UTC) | Heure (UTC) | Notes                                                                                             |
| Date             | Début       | Moyen       | Fin         | Notes                                                                                             |
| ---------------- | ----------- | ----------- | ----------- | ------------------------------------------------------------------------------------------------- |
| 14 novembre 1907 | 10:24       | 12:07       | 13:50       |                                                                                                   |
| 7 novembre 1914  | 09:57       | 12:03       | 14:09       |                                                                                                   |
| 8 mai 1924       | 21:44       | 01:41       | 05:38       |                                                                                                   |
| 10 novembre 1927 | 03:02       | 05:46       | 08:29       |                                                                                                   |
| 11 mai 1937      | 08:53       | 08:59       | 09:06       | transit partiel en Afrique du Sud, sud de l'Arabie, Asie du Sud et Australie occidentale          |
| 11 novembre 1940 | 20:49       | 23:21       | 01:53       |                                                                                                   |
| 14 novembre 1953 | 15:37       | 16:54       | 18:11       |                                                                                                   |
| 6 mai 1957       | 23:59       | 01:14       | 02:30       |                                                                                                   |
| 7 novembre 1960  | 14:34       | 16:53       | 19:12       |                                                                                                   |
| 9 mai 1970       | 04:19       | 08:16       | 12:13       |                                                                                                   |
| 10 novembre 1973 | 07:47       | 10:32       | 13:17       |                                                                                                   |
| 13 novembre 1986 | 01:43       | 04:07       | 06:31       |                                                                                                   |
| 6 novembre 1993  | 03:06       | 03:57       | 04:47       |                                                                                                   |
| 15 novembre 1999 | 21:15       | 21:41       | 22:07       | transit partiel en Australie, Antarctique et dans l'île du Sud de la Nouvelle-Zélande             |
| 7 mai 2003       | 05:13       | 07:52       | 10:32       |                                                                                                   |
| 8 novembre 2006  | 19:12       | 21:41       | 00:10       |                                                                                                   |
| 9 mai 2016       | 11:12       | 14:57       | 18:42       | visible totalement sur l'est des Amériques et l'ouest de l'Europe et de l'Afrique                 |
| 11 novembre 2019 | 12:35       | 15:20       | 18:04       | visible totalement depuis les Amérique du Sud et Centrale, et la côte Ouest de l'Amérique du Nord |
| 13 novembre 2032 | 06:41       | 08:54       | 11:07       |                                                                                                   |
| 7 novembre 2039  | 07:17       | 08:46       | 10:15       |                                                                                                   |
| 7 mai 2049       | 11:03       | 14:24       | 17:44       |                                                                                                   |
| 9 novembre 2052  | 23:53       | 02:29       | 05:06       |                                                                                                   |
| 10 mai 2062      | 18:16       | 21:36       | 00:57       |                                                                                                   |
| 11 novembre 2065 | 17:24       | 20:06       | 22:48       |                                                                                                   |
| 14 novembre 2078 | 11:42       | 13:41       | 15:39       |                                                                                                   |
| 7 novembre 2085  | 11:42       | 13:34       | 15:26       |                                                                                                   |
| 8 mai 2095       | 17:20       | 21:05       | 00:50       |                                                                                                   |
| 10 novembre 2098 | 04:35       | 07:16       | 09:57       |                                                                                                   |

- En 2006.
- En 2016.

### Depuis Mars
Les transits de Mercure depuis Mars sont beaucoup plus fréquents que ceux depuis la Terre : il s'en produit plusieurs par décennie.
Les robots Spirit et Opportunity auraient en théorie pu observer le transit du 12 janvier 2005 (de 14h45 UTC à 23h05 UTC), cependant les seules caméras capables de filmer cet évènement ne pouvaient atteindre une résolution suffisante. Ils ont pu déjà observer les transits de Déimos et de Phobos devant le Soleil, mais avec un diamètre angulaire de 2 minutes d'arc, Déimos est à peu près, en diamètre apparent, vingt fois plus gros que Mercure, dont le diamètre angulaire fait 6,1 secondes d'arc. Les éphémérides générées par le JPL Horizons indiquent que le robot Opportunity serait en mesure d'observer le transit depuis son début jusqu'au coucher de Soleil local (à environ 19h23 UTC sur Terre), tandis que le second robot, Spirit, pourrait l'observer depuis son lever de Soleil local (à environ 19h38 UTC) jusqu'au bout.
La période synodique de Mercure depuis Mars est de 100,8888 jours ; elle peut être calculée simplement avec la formule 1/(1/P - 1/Q) où P est la période sidérale de Mercure (87,969 35 jours) et Q la période sidérale de Mars (686,960 10 jours).
L'inclinaison de l'orbite de Mercure par rapport au plan de l'orbite de Mars est de 5,16°, ce qui est moins que l'inclinaison de 7,00° par rapport à l'écliptique (plan de l'orbite de la Terre).

### Depuis Jupiter
Comme pour Mars, les transits de Mercure depuis Jupiter sont beaucoup plus fréquents que ceux depuis la Terre. Il s'en produit plusieurs par décennie.
Plutôt que d'observer un transit depuis la surface de Jupiter elle-même, il serait possible de l'observer depuis l'un de ses satellites naturels. Naturellement, les heures et les conditions dans lesquelles il serait observé seraient légèrement différentes. Le dernier transit de Mercure visible depuis Jupiter s’est produit le 25 décembre 2005.
Du fait du rayon important de Jupiter, la parallaxe de Mercure entre le centre de Jupiter et l'un de ses pôles est d'environ 20,5 secondes d'arc, ce qui est à peu près 16 fois le diamètre angulaire apparent de Mercure (1,3 seconde d'arc), ou environ 5,3 % du diamètre angulaire du Soleil (environ 6,5 minutes d'arc). Par conséquent, certains transits « manqués » de peu pourraient être vus comme des transits rasants aux pôles de Jupiter.
La période synodique de Mercure depuis Jupiter est de 89,7913 jours ; elle peut être calculée simplement avec la formule 1/(1/P - 1/Q) où P est la période sidérale de Mercure (87,969 35 jours) et Q la période sidérale de Jupiter (4 335,354 50 jours).
L'inclinaison de l'orbite de Mercure par rapport au plan de l'orbite de Jupiter est de 6,29°, ce qui est légèrement moins que l'inclinaison de 7,00° par rapport à l'écliptique (plan de l'orbite de la Terre).

### Depuis Saturne
Les transits de Mercure depuis Saturne se produisent « en groupe » (plusieurs transits durant une année terrestre) ; ceux-ci apparaissent plus ou moins tous les 30 ans.
De même que pour Jupiter, les transits pourraient être observés depuis l'un des satellites naturels de Saturne plutôt que de la surface de Saturne elle-même, dans des conditions légèrement différentes. Le dernier transit de Mercure depuis Saturne s'est produit le 30 décembre 2011.
La période synodique de Mercure depuis Saturne est de 88,695 jours ; elle peut être calculée simplement avec la formule 1/(1/P - 1/Q) où P est la période sidérale de Mercure (87,969 35 jours) et Q la période sidérale de Saturne (10 757,736 50 jours).
L'inclinaison de l'orbite de Mercure par rapport au plan de l'orbite de Saturne est de 6,38°, ce qui est légèrement moins que l'inclinaison de 7,00° par rapport à l'écliptique (plan de l'orbite de la Terre).
La parallaxe de Mercure entre le centre de Saturne et l'un de ses pôles est d'environ 9,1 secondes d'arc, ce qui est à peu près 12,5 fois le diamètre angulaire apparent de Mercure (0,75 seconde d'arc), ou environ 4,3 % du diamètre angulaire du Soleil (environ 3,5 minutes d'arc). Par conséquent, certains transits « manqués » de peu pourraient être vus comme des transits rasants aux pôles de Saturne.
Le 21 mars 1894, deux transits simultanés de Mercure et de Vénus se sont produits. Le 8 décembre 2056 se produiront deux transits « manqués » de Mercure et Vénus.